# ラス・アノド
ラス・アノド（ソマリ語: Laascaanood, アラビア語: لاس عانود, 英語: Las Anod）はソマリアスール州の州都。現在はソマリランドが実効支配しているが、プントランドも領有権を主張している。主な住民はソマリ族のダルバハンテ氏族。

## 概要
ラス・アノドはプントランドの州都ガローウェとソマリランドの州都ハルゲイサを結ぶ道路上にある要所であり、古くから交易路上のオアシスとして利用されてきた。市内は丘に囲まれており、水も豊富である。ソマリア内戦前は小さな町であったが、内戦後はソマリア各地からの避難民が集まり急成長している。ソマリア以外にも、エチオピア、ケニア、ジブチから来た人も集まっている。
ラス・アノドは2021年時点で、ソマリランドの支配下にある。ソマリランドは東のプントランドと紛争状態にあり、両地域を結ぶ道路上にあるラス・アノドは戦略上の要所でもある。周辺の都市とは公共バスで結ばれており、これらの都市の住民はラス・アノドを経由してソマリア各地に移動する。
ラス・アノドには公立、私立の学校も多く、大学もある。大学の名はヌガール大学（The Nugaal University）で、2004年9月に設立された。2009年時点の学生数は60人で、その内、卒業見込みは20人である。
ラス・アノドの主な産業は牧畜と通信である。ラス・アノドの税収の4割が通信関係によるものである。

## 歴史
1960年にソマリアが独立するまで、ラス・アノドはイギリス領ソマリランドの一部だった。20世紀の始めにサイイド・ムハンマド・アブドゥラー・ハッサンが反乱を起こした際には、しばらく彼の作った国ダーヴィッシュに属していた。
1969年10月15日、ソマリア大統領（当時）のアブディラシッド・アリー・シェルマルケが、ラス・アノド訪問中にボディーガードに暗殺されている。
内戦後の1991年、ソマリア北西部の氏族イサックは自分たちの住む地域をソマリランドとして独立させた。ソマリランドはその領土を旧イギリス領ソマリランド全域と主張した。その領域にはラス・アノドがあるスール州も含まれる。ただし、その実効支配地域はイサック氏族の居住地域に限られていた。一方、1998年、ソマリア北東部の氏族ダロッドは自分たちの住む地域をプントランドとして独立させた。ただしプントランドはダロッドのマジェルテーン氏族中心の国であり、ダルバハンテ氏族が主なラス・アノドを支配下に置いたとは言えなかったが、ダルバハンテ氏族の有力者であるアフメド・アブディ・ハブサデが商工長官として参加した。
2000年、ムーセユスフ高校が再開された。
2002年後半にプントランドはラス・アノドを支配下に置いた。ソマリランドはラス・アノドに職員を置いていたが、2002年後半には退去させられた。
2004年9月15日、ヌガール大学が設立された。
2007年7月にアフメド・アブディ・ハブサデはプントランドの長官を解任された。これを受けてハブサデはラス・アノド周辺のプントランドからの離脱を宣言した。2007年7月28日、ソマリランドの代表団がラス・アノドを訪れ、ハブサデらと会談。この時、ラス・アノドにはプントランド軍は駐留していなかった。プントランド軍の撤退は、兵士への給与未払いが原因だった。（なお、ハブサデは2011年に「個人的な利益のためにソマリランドとプントランドを切り替える常習者」として報道されたことがある。）
2007年10月15日、ソマリランド軍がラス・アノドに侵攻した。ソマリランド政府によれば、ソマリランド軍はラス・アノド全体を支配し、プントランド軍100人を捕虜とした。少なくとも10名が死亡した。ソマリランド軍はさらにラス・アノドの東12キロメートルの位置まで進出し、プントランド軍と対峙した。この日、ハブサデはソマリランドへの忠誠を誓った。ハブサデはソマリランドの情報長官に就任。
2007年10月21日、ソマリランド代表団として3名の長官がラス・アノドに入ったが、ラス・アノドの住民は投石やタイヤを燃やすなどして抗議。住民の60パーセントが町から逃亡した。
2012年1月9日、ラス・アノドのテレビレポーターが「スール、サナーグ、カイン地区の治安の悪さを誇張して報道した」との罪で、ハブサデの指示を受けたスール州知事の主導で逮捕された。1月12日、プントランドの元航空長官ら3人がラス・アノド北東の町タレーを首都としてチャツモ国の独立を宣言、後に首都をラス・アノドにすると発表した。3月8日、ラスアノドでチャツモ国支持する住民がデモを行い、ソマリランド軍により71人以上が逮捕され、2名が殺された。このデモは平和的であったとする証言がある一方で、ハブサデは「暴力的で違法なデモ」として非難した。5月17日、17人に死刑が宣告された。10月初め、ソマリランド当局は「チャツモ国軍がソマリランド軍に対する攻勢を開始した」と報じたジャーナリスト2名を、虚偽報道の疑いで逮捕。
2013年3月、ラス・アノド周辺が旱魃となり、水の価格が200リットル当たり、年始1ドルだったところ、5ドルにまで上昇した。
2014年4月20日、ラス・アノド警察は、ソマリランドと対立する組織の会議に出席したとして、ラス・アノドでジャーナリスト2名を逮捕。ソマリランドはこれ以外にもジャーナリストを多数逮捕しており、ソマリランドジャーナリスト連合が強く抗議した。一方同じ2014年には、ソマリランドの首都ハルゲイサに本拠地があるゴリス大学が、ラス・アノド校を開設している。
2017年、国境なき医師団がソマリア・ソマリランドでの活動を再開し、ラス・アノドの病院で出産の支援を開始した。
2018年5月28日、ラス・アノドの住民がソマリア連邦共和国への加入を求めるデモを行い、ソマリランド警察は40人以上とジャーナリスト2名を逮捕した。5月29日、ソマリランド警察はプントランド・ソマリランド紛争に関する報道を行ったとして、個人テレビ局2局の活動を禁止した。さらに6月4日、ソマリランド警察は、タレーの首長による記者会見を報道したとして、ジャーナリストを逮捕した。

## 名所
ラス・アノドの名所はGoolad, Masjid Jama, Ataash, Royal, Durdurka, Darayda, Abdi Billeサッカー場, Hilbleの丘, Sayidkaの丘など。Durdur湖周辺の夜景も美しい。

## 宗教
住民の大半はムスリムである。ラス・アノドには56のモスクがあり、それに附属するイスラーム学校もある。

## 出身人物
- アブディ・ビレ - 陸上競技選手、ロサンゼルスオリンピックおよびアトランタオリンピックソマリア代表。